# Halloville
Cet article possède un paronyme, voir Allonville.
Halloville est une commune française située dans le département de Meurthe-et-Moselle en région Grand Est.

## Géographie

### Localisation
Halloville est situe à 59 km à l'est de la préfecture Nancy, à 29 km à l'est de la sous-préfecture Lunéville, à 17 km de Baccarat, bureau centralisateur du canton de Baccarat, et à 5 km au sud de Blâmont, ville commerçante la plus proche, autrefois siège du canton supprimé de Blâmont.
Le territoire de la commune est limitrophe de cinq communes.  
|             | Barbas     | Harbouey |
|             | Halloville | Nonhigny |
| Ancerviller |            | Montreux |

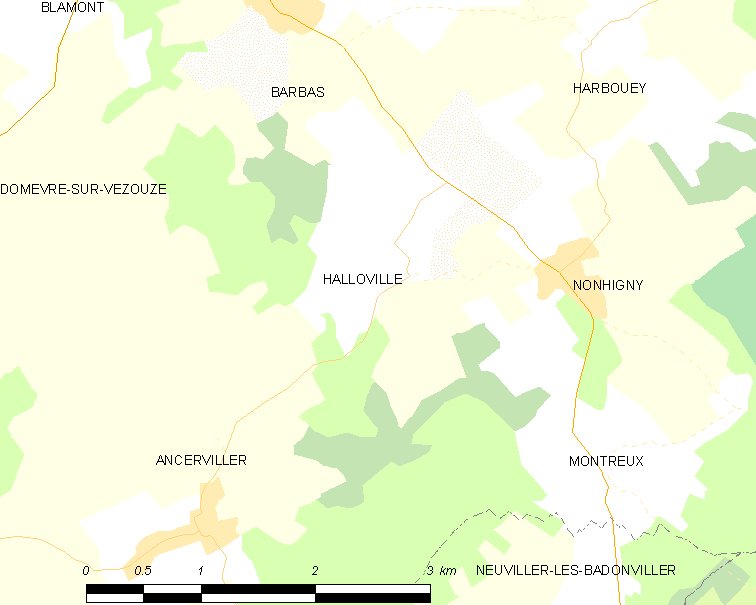
Carte de la commune.
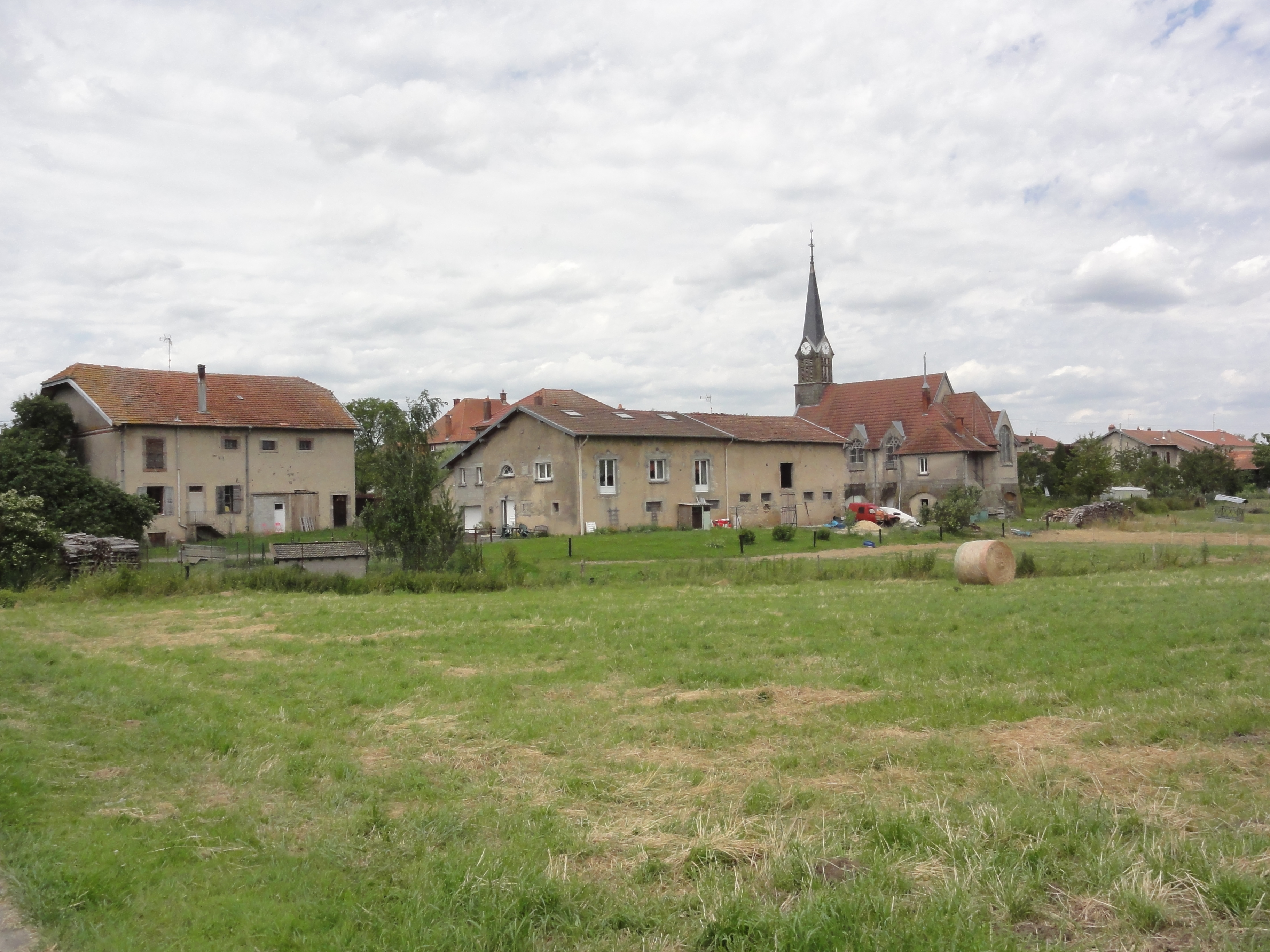
Vue du village.
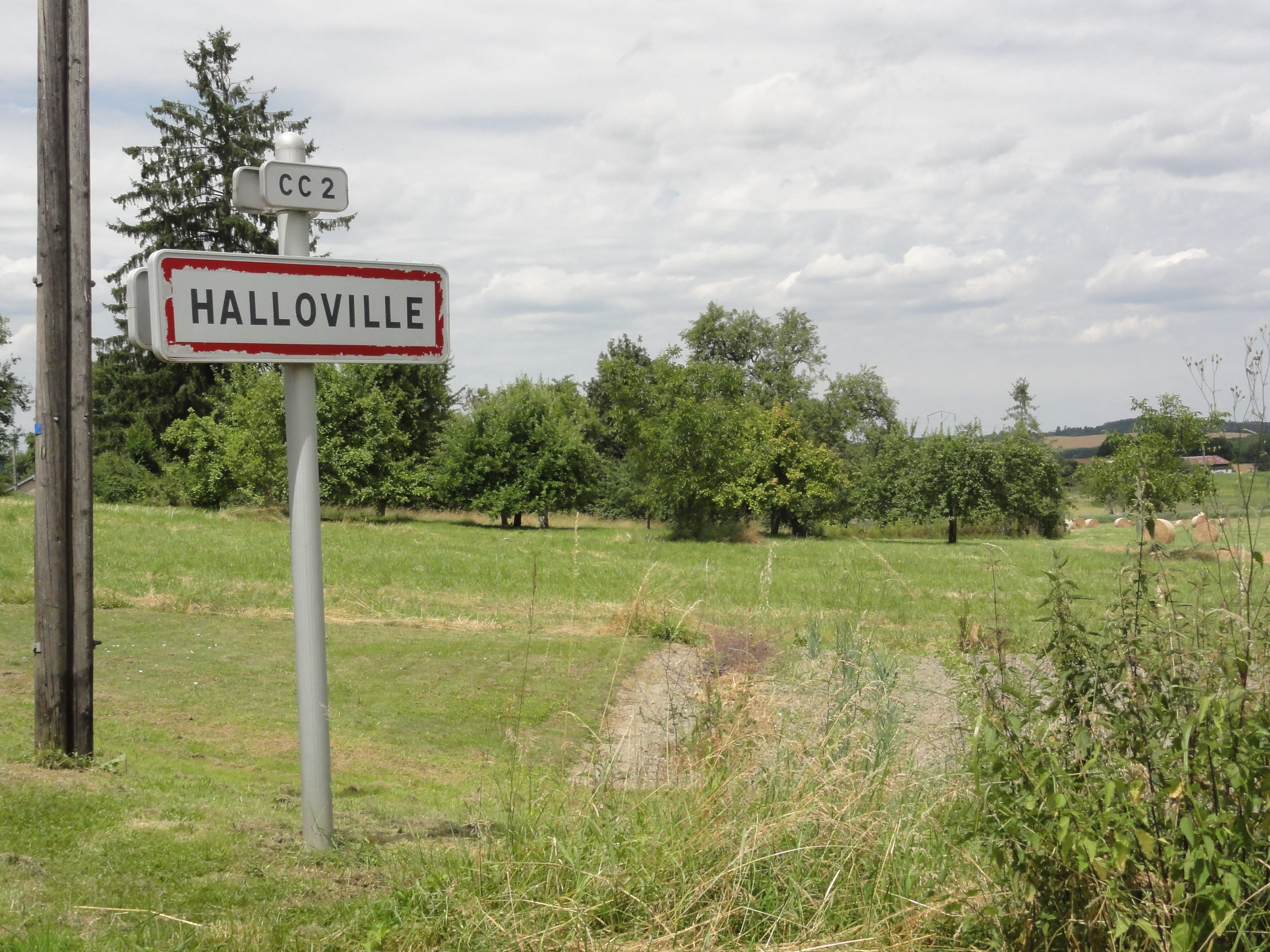
Entrée d'Halloville.

### Géologie et relief
La superficie de la commune est de 393 hectares ; son altitude varie de 262  à   333 mètres.

### Voies de communication et transports
Halloville est à l'ecart des routes de transit. La D 20b relie le village au sud-ouest avec Ancerviller et au nord avec la D 20, qui est la route secondaire entre Blâmont et Badonviller. La rue de Haut-Maix relie le village à l'est avec Nonhigny et avec la D 20.
La gare la plus proche est celle d'Avricourt-Igney à 14 km, peu fréquentée. Il vaut mieux utiliser la gare de Baccarat à 17 km. La gare de Lunéville à 29 km offre les meilleures liaisons avec les grandes villes, Nancy, Metz, Strasbourg et Paris.

### Hydrographie
La commune est dans le bassin versant du Rhin au sein du bassin Rhin-Meuse. Elle est drainée par le ruisseau Gue de Gouvey et le ruisseau le Vacon,.

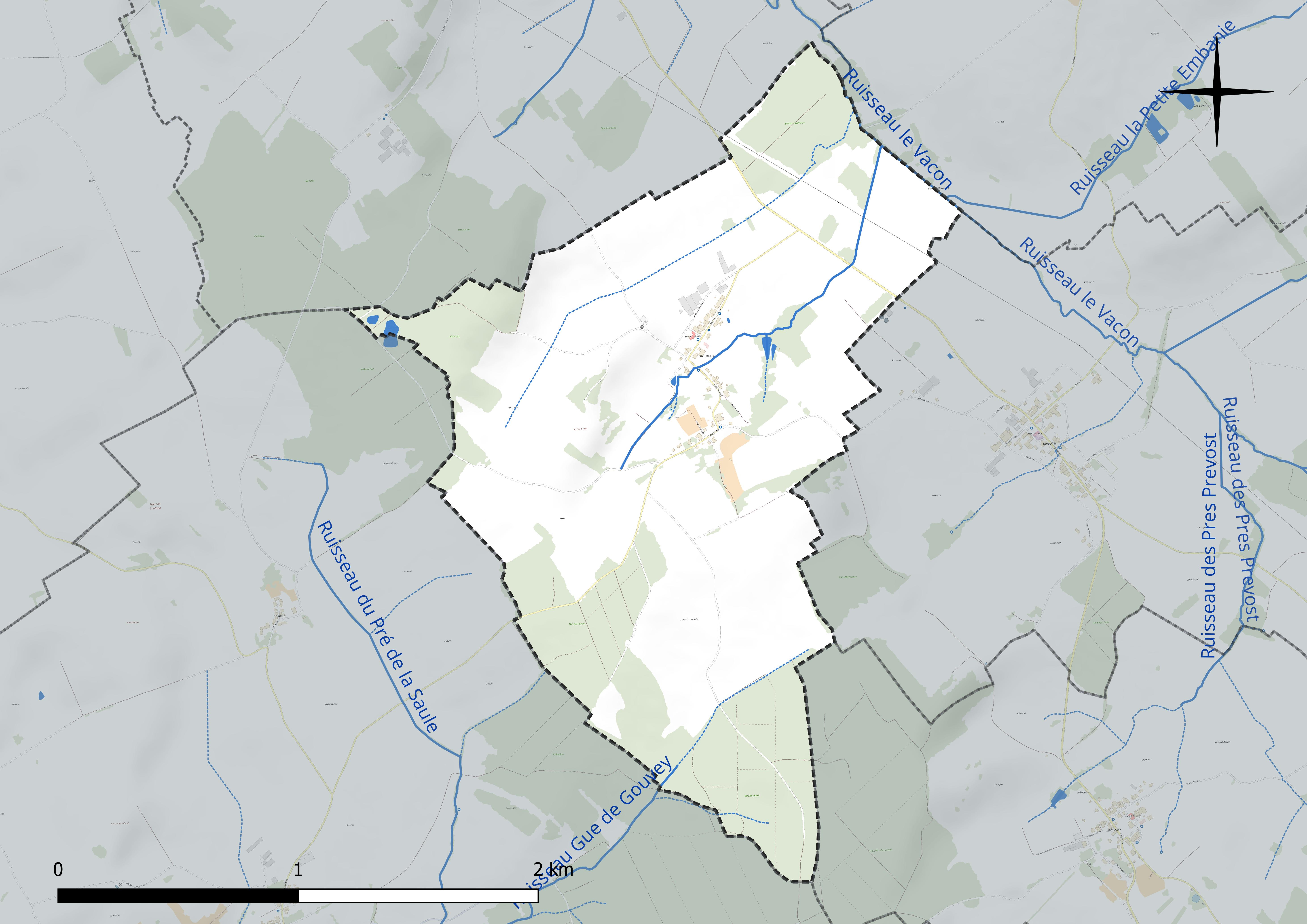
Réseau hydrographique d'Halloville.

La ligne de séparation des eaux du Vacon et de la Blette traverse la commune du sud-est au nord-ouest. Le Vacon, affluent de la Vezouze et sous-affluent de la Meurthe, forme la limite nord-est entre la commune d'Halloville et celle d'Harbouey. Le village, qui est riche en lavoirs et fontaines d'eau vive, est situé dans la vallée de la petite rivière homonyme Halloville, qui prend sa source près du  village et se jette après un parcours de 1,7 km dans le Vacon. Dans le sud de la commune se trouve la source du ruisseau de Valtenhaie, affluent de la Blette. Les autres ruisseaux dans la commune s'appellent : Ruisseau du Gué de Couvey, Ruisseau de Banvoire, Ruisseau la Petite Embanie. Plusieurs livres du XIXe siècle font mention d'une source d'eau froide « qu'on croit être ferrugineuse ».

Fontaines et lavoirs
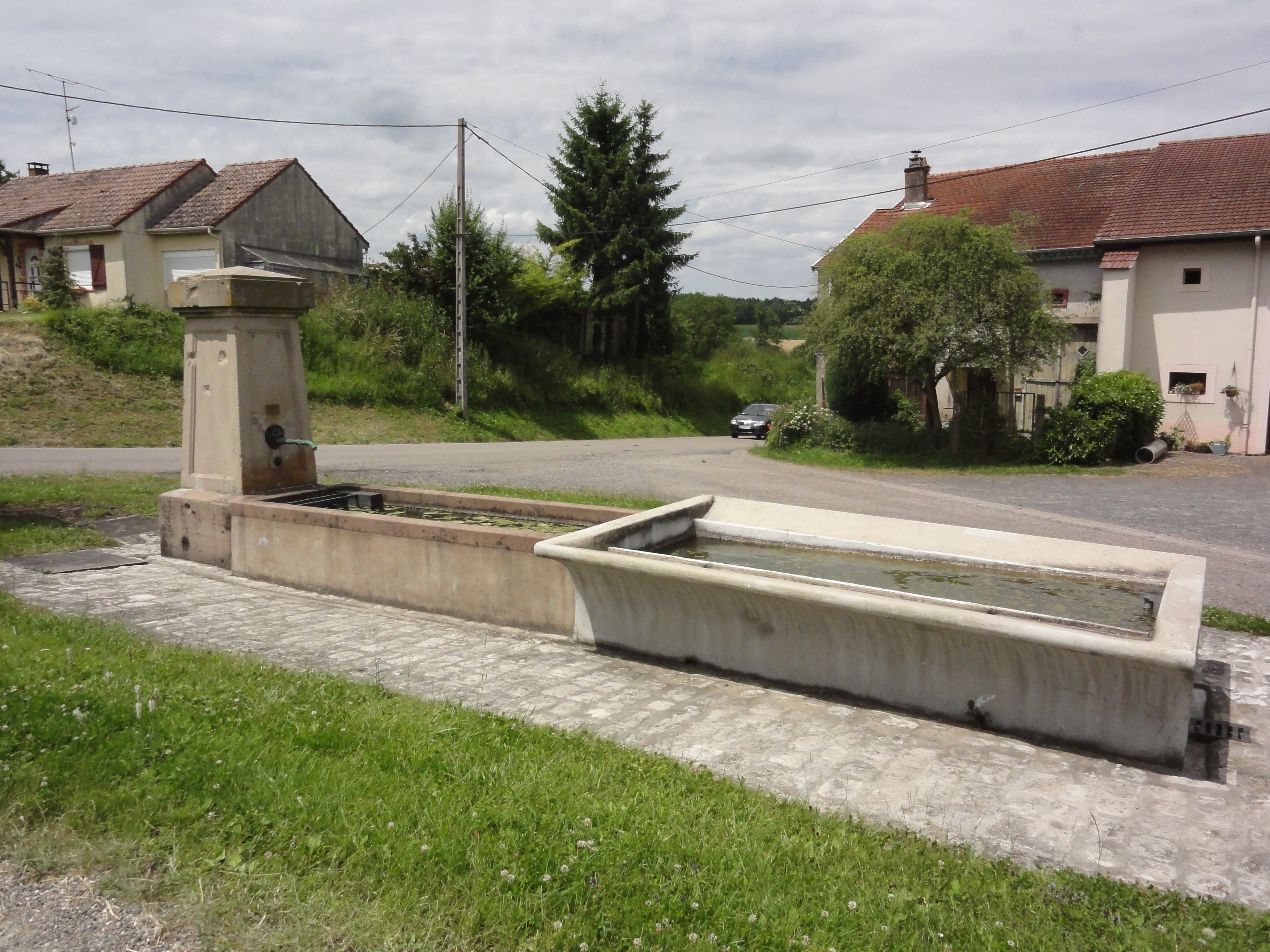
Fontaine, rue du Haut-Maix.
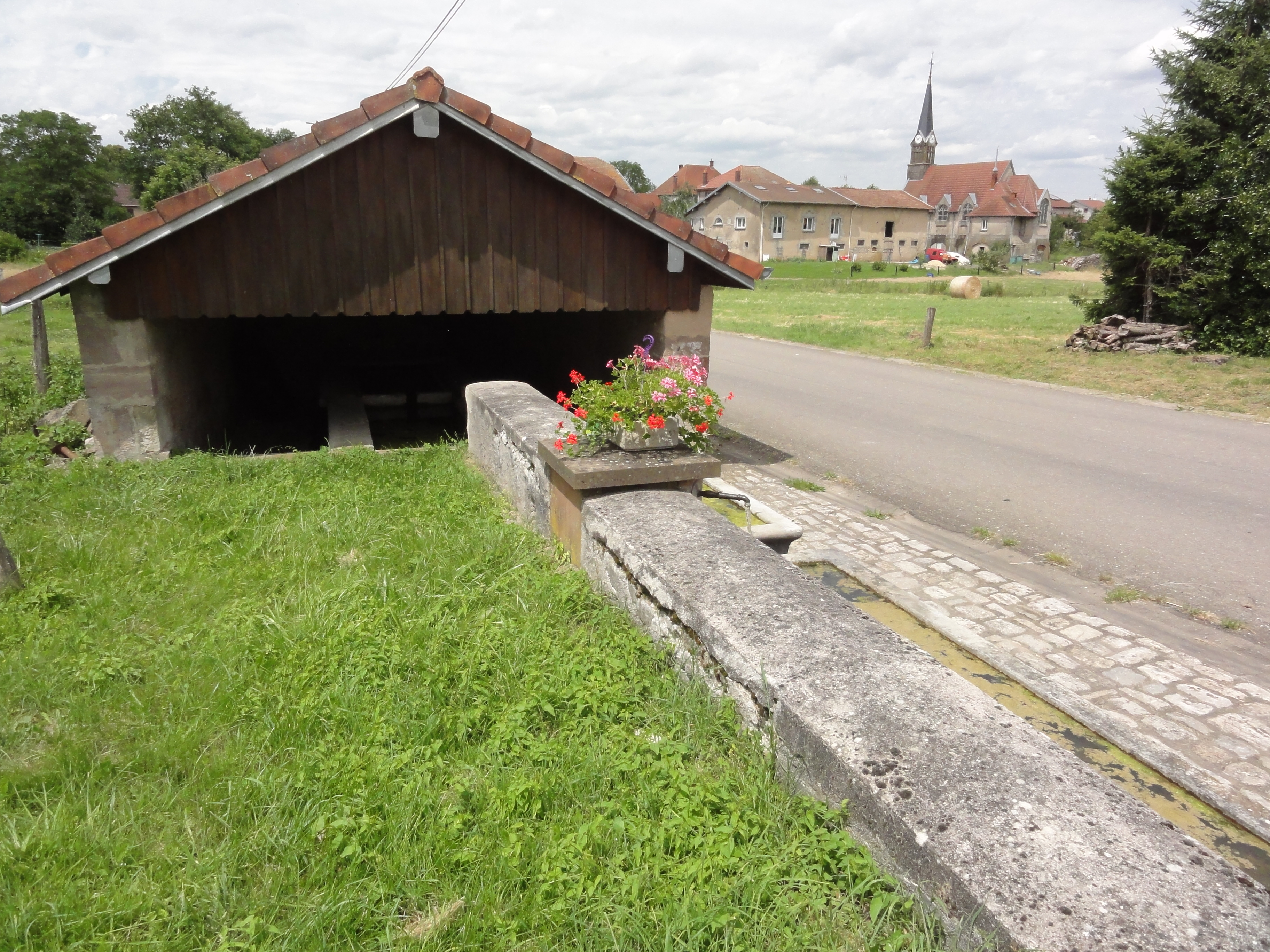
Lavoir et fontaine, rue Saint-Georges.
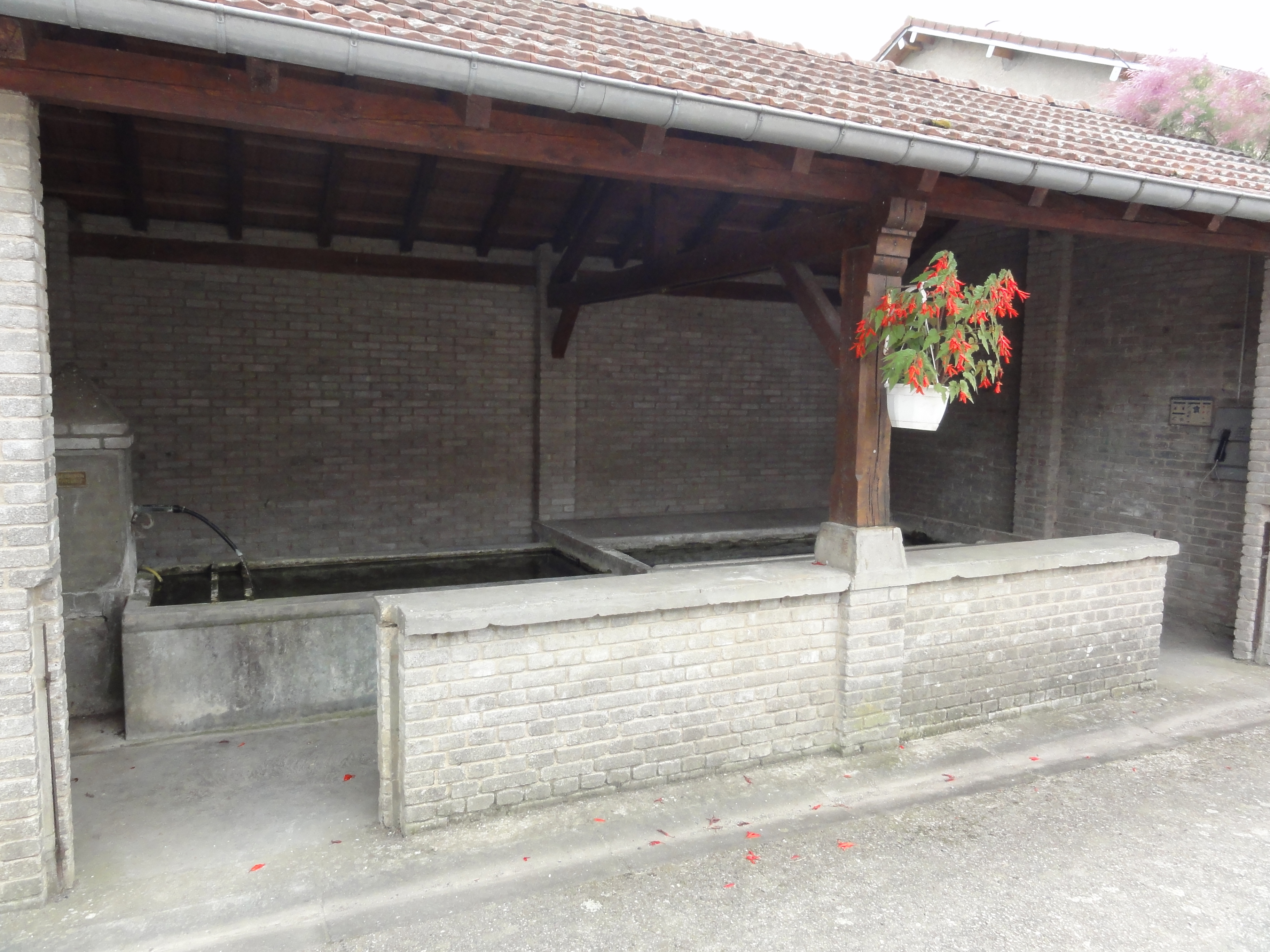
Lavoir, rue des Trois-Fontaines.
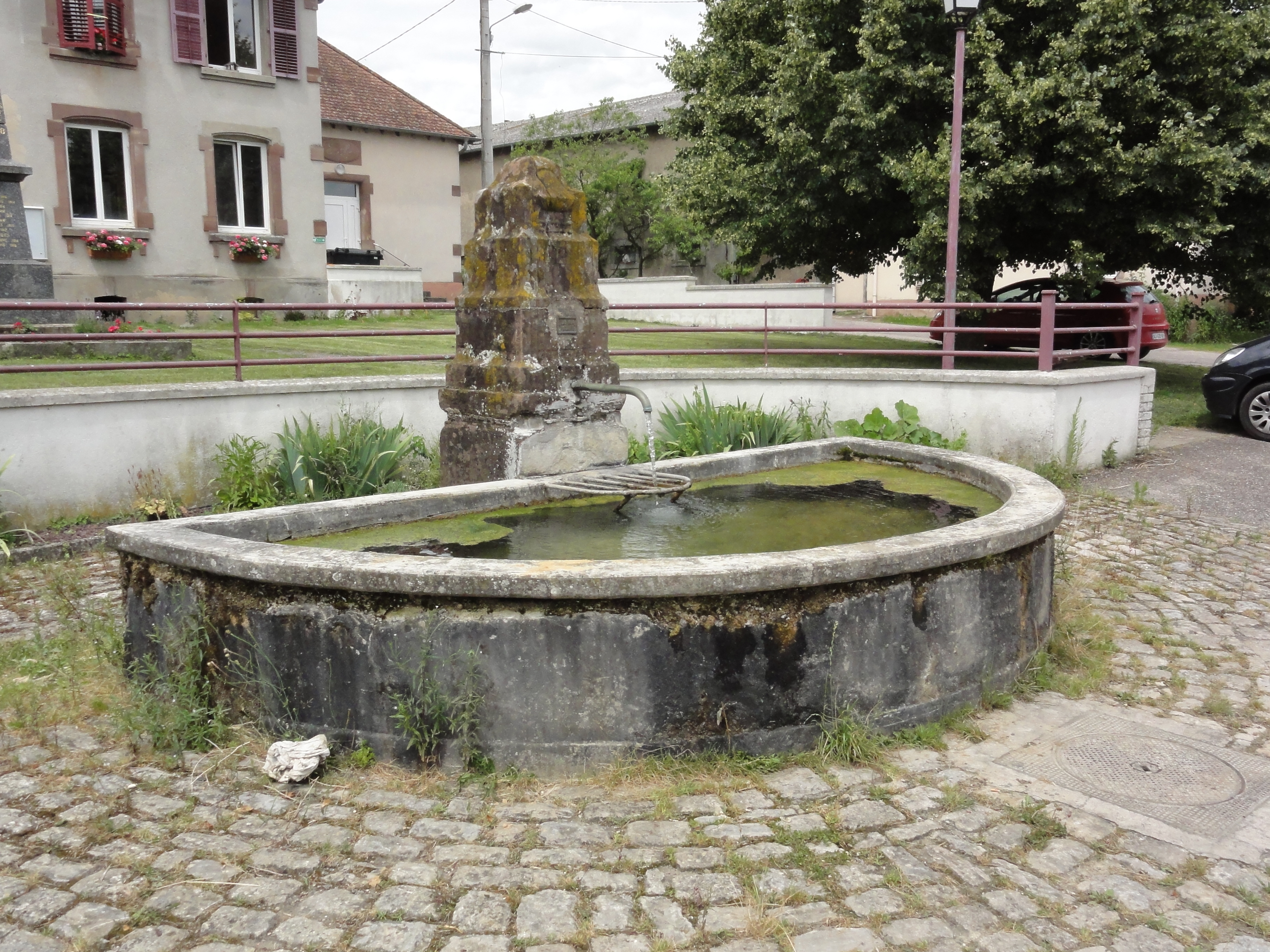
Fontaine devant la mairie.

### Climat
Pour des articles plus généraux, voir Climat du Grand Est et Climat de Meurthe-et-Moselle.
En 2010, le climat de la commune est de type climat des marges montargnardes, selon une étude du Centre national de la recherche scientifique s'appuyant sur une série de données couvrant la période 1971-2000. En 2020, Météo-France publie une typologie des climats de la France métropolitaine dans laquelle la commune est exposée à un climat semi-continental et est dans la région climatique Vosges, caractérisée par une pluviométrie très élevée (1 500 à 2 000 mm/an) en toutes saisons et un hiver rude (moins de 1 °C).
Pour la période 1971-2000, la température annuelle moyenne est de 9,5 °C, avec une amplitude thermique annuelle de 16,9 °C. Le cumul annuel moyen de précipitations est de 969 mm, avec 12,4 jours de précipitations en janvier et 9,8 jours en juillet. Pour la période 1991-2020, la température moyenne annuelle observée sur la station météorologique de Météo-France la plus proche, « St Maurice », sur la commune de Saint-Maurice-aux-Forges à 5 km à vol d'oiseau, est de 10,5 °C et le cumul annuel moyen de précipitations est de 837,4 mm. 
La température maximale relevée sur cette station est de 39,2 °C, atteinte le 25 juillet 2019 ; la température minimale est de −19,9 °C, atteinte le 1er mars 2005,,.
Les paramètres climatiques de la commune ont été estimés pour le milieu du siècle (2041-2070) selon différents scénarios d'émission de gaz à effet de serre à partir des nouvelles projections climatiques de référence DRIAS-2020. Ils sont consultables sur un site dédié publié par Météo-France en novembre 2022.

## Urbanisme

### Typologie
Au 1er janvier 2024, Halloville est catégorisée commune rurale à habitat dispersé, selon la nouvelle grille communale de densité à sept niveaux définie par l'Insee en 2022.
Elle est située hors unité urbaine et hors attraction des villes,.

### Occupation des sols
L'occupation des sols de la commune, telle qu'elle ressort de la base de données européenne d’occupation biophysique des sols Corine Land Cover (CLC), est marquée par l'importance des territoires agricoles (74,3 % en 2018), en augmentation par rapport à 1990 (73,3 %). La répartition détaillée en 2018 est la suivante : terres arables (42,9 %), zones agricoles hétérogènes (31,4 %), forêts (25,7 %). L'évolution de l’occupation des sols de la commune et de ses infrastructures peut être observée sur les différentes représentations cartographiques du territoire : la carte de Cassini (XVIIIe siècle), la carte d'état-major (1820-1866) et les cartes ou photos aériennes de l'IGN pour la période actuelle (1950 à aujourd'hui).

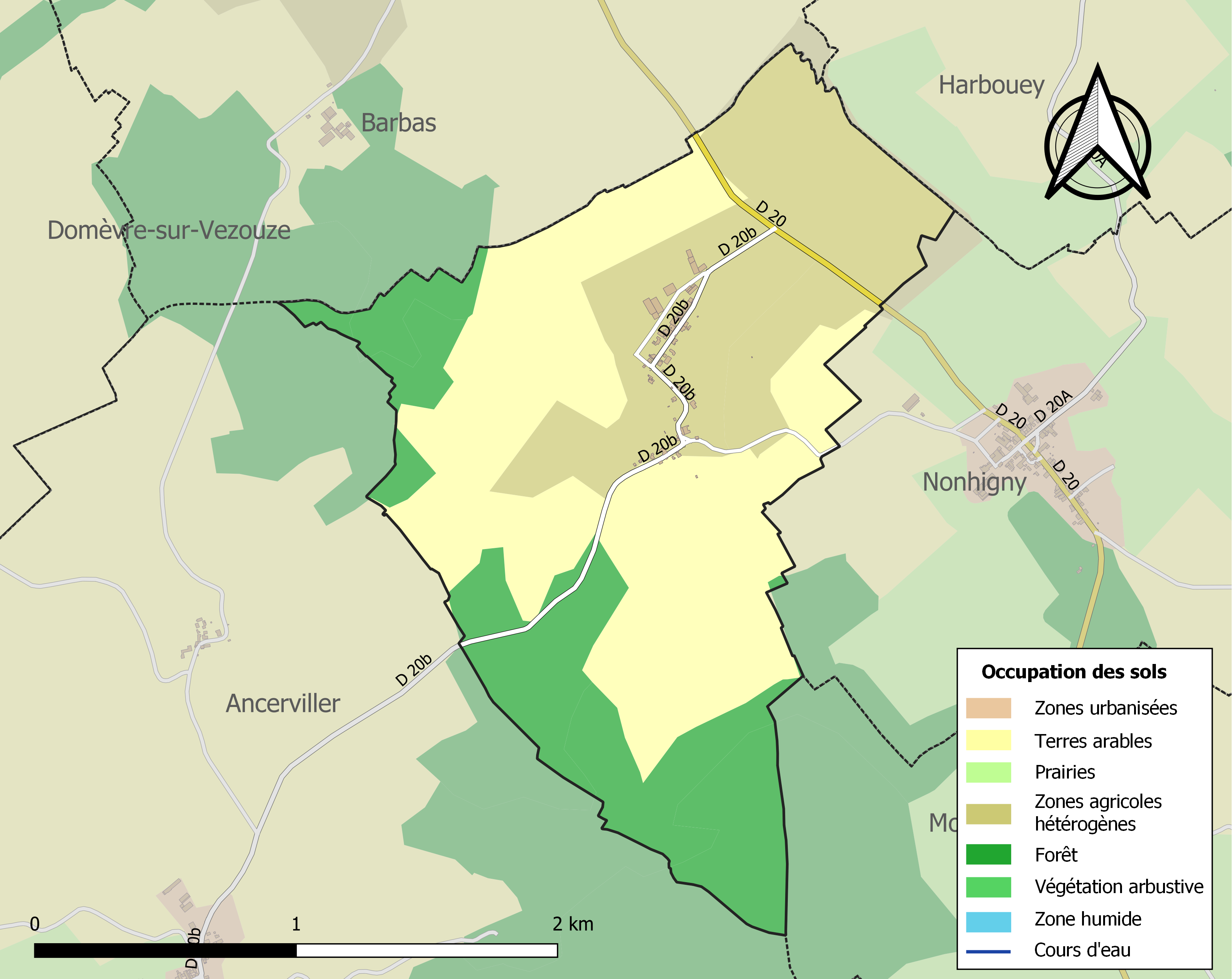
Carte des infrastructures et de l'occupation des sols de la commune en 2018 (CLC).

### Morphologie urbaine
Le village est reconstruit dans les années 1921-1923 d'après le plan urbain d'aménagement des architectes Henri Deville et Pierre Le Bourgeois. Les habitations sont groupées autour de la mairie et de l'église dans deux rues parallèles et leur prolongement du D 20b au sud. Les exploitations agricoles se trouvent légèrement à l'écart.

### Logement
En 2013, le nombre total de logements dans la commune était de 34.
Parmi ces logements, 82,4 % étaient des résidences principales, 11,8 % des résidences secondaires et 5,9 % des logements vacants. La proportion des résidences principales, propriétés de leurs occupants était de 96,4 %.

### Projets d'aménagement
La commune semble ne pas avoir eu de plan d'occupation des sols, et semble ne pas avoir de plan local d'urbanisme.

## Toponymie
La première mention du village apparaît sous le nom d'Halewiler en 1363. On trouve ensuite Helloville ou Halloville en 1710.

## Histoire

### Halloville lorraine et française
Avant la guerre de Cent Ans (1337-1453), Halloville, dont le nom était parfois germanisé en Haleweiler, était du duché de Lorraine. Pendant cette guerre, le comte français Thiébaut Ier de Blâmont (comte de 1342 à 1376) conquiert plusieurs villages lorrains, y compris une bonne part d'Halloville. C'est le début du partage d'Halloville entre la France et la Lorraine.
Pendant la guerre de Trente Ans, vers 1636, le village d'Halloville est abandonné.
Halloville reste un village partagé jusqu'à la Révolution. La municipalité de Halloville partie de France écrit dans son cahier de doléances du 18 mars 1789 « Que le petit village d'Halloville qui n'est que de 27 habitants dont aucun n'est fortuné, est composé de deux communautés ».
En 1836, E. Grosse décrit ainsi le partage entre France et Lorraine : « La partie haute obéissait à l'évêque de Metz, et se trouvait enclavée dans le bailliage de Vic, généralité et parlement de Metz, avec les coutumes de l'évêché. L'autre partie, ancien domaine des sires de Blâmont et des comtes de Salm, passa aux ducs de Lorraine, et faisait partie du bailliage de Blâmont, généralité de Nancy, parlement et coutumes de Lorraine ».

### Révolution et Empire
Après la Révolution, Halloville devient en 1893 une municipalité dans le canton de Blâmont, arrondissement de Lunéville, département de la Meurthe. En 1871, à la fin de la Guerre franco-allemande de 1870 le département de la Meurthe est divisé entre la France et l'Allemagne et supprimé. Halloville se retrouve dans le nouveau département de Meurthe-et-Moselle à quelques kilomètres de la nouvelle frontière franco-allemande.

### Époque contemporaine

#### Première Guerre mondiale
À la mobilisation, le 1er août 1914, le 20e bataillon de Baccarat, qui a ordre de rester à dix kilomètres de la frontière, installent à  Halloville des avant-postes au bois des Chiens et au bois des Haies. Les 9-10 août, Halloville est parmi les premiers villages français sous le feu de la guerre (début de l'offensive allemande par la bataille des Frontières du 7 au 23 août 1914).
De 1914 à 1918, le village est occupé par les Allemands. La population valide de Halloville est, en 1915, emmenée prisonnière en Allemagne et les femmes, les enfants, les vieillards évacués en Suisse. Le front de guerre suit la ligne de partage des eaux du Vacon et de la Blette, entre Domèvre et Bréménil, passant par Halloville, Nonhigny, et Montreux. En juin 1918, les Allemands attaquent avec le gaz moutarde et le phosgène, c'est la première fois dans la région. Les maisons du village servent de casemates. Tout au long de la guerre, Halloville est fréquemment bombardée par l'artillerie française. La moitié des bâtiments est détruite.
En novembre 1918, la libération d'Halloville se passe sans éclats. En 1921, la commune d'Halloville est citée à l'ordre de l'Armée et reçoit la Croix de guerre.

#### Reconstruction
Détruit au cours de la guerre 1914-1918, le village, à l'origine bâti sur le coteau et privé d'eau, est reconstruit dans la plaine, grâce à la Société coopérative de reconstruction par l'architecte Pierre Le Bourgeois. Le 30 octobre 1921, le village fête sa résurrection et le même jour, la première pierre de la nouvelle église est posée. L'église Saint-Georges, reconstruite par Deville, architecte en chef du département, est bénie le 20 novembre 1923 par Mgr Bonaventura Cerretti, nonce apostolique. Le monument aux morts est inauguré le 16 octobre 1927.

#### Seconde Guerre mondiale
Pendant la Seconde Guerre mondiale, Halloville est occupée par les Allemands. À la fin de la guerre, début novembre 1944, la ligne de front se situe à 5 km au sud de Blâmont, dans la vallée de la Blette entre Montigny, Mignéville et Herbéviller. Halloville voit passer les évacués d'Ancerviller et Sainte-Pôle et se prépare à une évacuation. Les 12 et 13 novembre, Halloville subit une série de bombardements. Le 15 novembre, Halloville est libérée par le 1er bataillon du 315e régiment d'infanterie de la 79e DI.

## Politique et administration

### Administration municipale
Le nombre d'habitants au dernier recensement étant inférieur à 100, le nombre de membres du conseil municipal est de 7.

### Liste des maires
| Période                                  | Période  | Identité                  | Étiquette | Qualité                       |
| ---------------------------------------- | -------- | ------------------------- | --------- | ----------------------------- |
| Les données manquantes sont à compléter. |          |                           |           |                               |
| juillet 1888                             | 1894     | Jean-Joseph Baudet        |           |                               |
| 1894                                     | ...      | Jules Bridey              |           |                               |
| 17 mai 1908                              | ...      | Désiré Monzein            |           |                               |
| vers 1927                                |          | Gustave Martin            |           |                               |
| mars 2001                                | mai 2020 | Pierre Monzein            |           | Retraité agricole             |
| mai 2020                                 | En cours | Pierre Christian Monzein, |           | Ancien agriculteur exploitant |

### Répartitions administratives et électorales
Sur le plan administratif, Halloville fait partie de l'arrondissement de Lunéville et du canton de Baccarat ; avant la réforme territoriale de 2014, elle faisait partie du canton de Blâmont. Depuis le 1er janvier 2017, Halloville fait partie de la communauté de communes de Vezouze en Piémont, établissement public de coopération intercommunale (EPCI) qui a son siège à Blâmont et qui regroupe 51 communes.
Sur le plan électoral, Halloville est l'une des communes de la quatrième circonscription de Meurthe-et-Moselle et depuis le redécoupage cantonal de 2014, l'une des 91 communes du canton de Baccarat.

### Coopérations intercommunales
En plus de la communauté de communes de Vezouze en Piémont, Halloville participe aux syndicats suivants :
- Syndicat mixte départemental d'assainissement non-collectif de Meurthe-et-Moselle : sa compétence est l'assainissement non collectif. Le syndicat regroupe 234 communes et a choisi domicile auprès de l'Association des maires de Meurthe-et-Moselle à Laxou ;
- Syndicat intercommunal scolaire de Blâmont : c'est un syndicat intercommunal à vocation unique (SIVU) dont les compétences sont les activités péri-scolaires, les actions de soutien à l'enseignement supérieur et l'organisation des transports non urbains. Ce syndicat dont le siège est à Blâmont regroupe 21 communes[Note 4] ;
- Syndicat intercommunal du pays de Badonviller : c'est aussi un SIVU ; sa compétence est la création, aménagement, entretien et gestion de zone d’activités portuaire ou aéroportuaire. Le syndicat dont le siège est à Badonviller regroupe 19 communes ;
- Syndicat intercommunal à vocations multiples de Nonhigny (SIVOM) ; ses compétences sont les activités péri-scolaires et l'acquisition en commun de matériel. Le syndicat regroupe sept communes et il a son siège à Nonhigny.

## Population et société

### Démographie
L'évolution du nombre d'habitants est connue à travers les recensements de la population effectués dans la commune depuis 1793. Pour les communes de moins de 10 000 habitants, une enquête de recensement portant sur toute la population est réalisée tous les cinq ans, les populations de référence des années intermédiaires étant quant à elles estimées par interpolation ou extrapolation. Pour la commune, le premier recensement exhaustif entrant dans le cadre du nouveau dispositif a été réalisé en 2008.

En 2022, la commune comptait 65 habitants, en évolution de −10,96 % par rapport à 2016 (Meurthe-et-Moselle : −0,13 %, France hors Mayotte : +2,11 %).
| 1793 | 1800 | 1806 | 1821 | 1831 | 1836 | 1841 | 1846 | 1851 |
| ---- | ---- | ---- | ---- | ---- | ---- | ---- | ---- | ---- |
| 148  | 164  | 190  | 172  | 174  | 158  | 167  | 182  | 180  |

| 1856 | 1861 | 1872 | 1876 | 1881 | 1886 | 1891 | 1896 | 1901 |
| ---- | ---- | ---- | ---- | ---- | ---- | ---- | ---- | ---- |
| 178  | 165  | 158  | 163  | 142  | 144  | 137  | 127  | 123  |

| 1906 | 1911 | 1921 | 1926 | 1931 | 1936 | 1946 | 1954 | 1962 |
| ---- | ---- | ---- | ---- | ---- | ---- | ---- | ---- | ---- |
| 135  | 130  | 105  | 90   | 91   | 110  | 106  | 103  | 80   |

| 1968 | 1975 | 1982 | 1990 | 1999 | 2006 | 2008 | 2013 | 2018 |
| ---- | ---- | ---- | ---- | ---- | ---- | ---- | ---- | ---- |
| 81   | 75   | 62   | 63   | 59   | 64   | 65   | 74   | 68   |

| 2022 | - | - | - | - | - | - | - | - |
| ---- | - | - | - | - | - | - | - | - |
| 65   | - | - | - | - | - | - | - | - |

## Économie

### Emploi
En 2013, la population âgée de 15 à 64 ans s'élevait à 43 personnes, parmi lesquelles on comptait 67,4 % d'actifs dont 60,5 % ayant un emploi et 7 % de chômeurs.
On comptait 7 emplois dans la zone d'emploi, contre 8 en 2008. Le nombre d'actifs ayant un emploi résidant dans la zone d'emploi étant de 26, l'indicateur de concentration d'emploi est de 26,9 %, ce qui signifie que la zone d'emploi offre seulement un emploi pour quatre habitants actifs.

### Entreprises et commerces
Le village est essentiellement agricole. Au 31 décembre 2014, la commune compte cinq établissements : un établissement administratif, un établissement de construction et trois établissements agricoles, dont le groupement agricole d’exploitation commun (GAEC) des Troènes qui est aussi une ferme de découverte.

## Culture locale et patrimoine

### Lieux et monuments
La commune ne compte ni monument, ni objet répertorié à l'inventaire des monuments historiques, et aucun lieu répertorié à l'inventaire général du patrimoine culturel mais elle compte cinq « croix de chemin » répertoriées à l'inventaire général du patrimoine culturel.
On peut cependant citer l'église Saint-Georges, reconstruite en 1921-1923 par l'architecte Deville dans un style néo-gothique avec un porche de style différent, mais contemporain de l'église puisqu'il figure sur un dessin d'Edmond Delorme publié en 1927, le monument aux morts, inauguré en 1927 ainsi que plusieurs  lavoirs et fontaines.

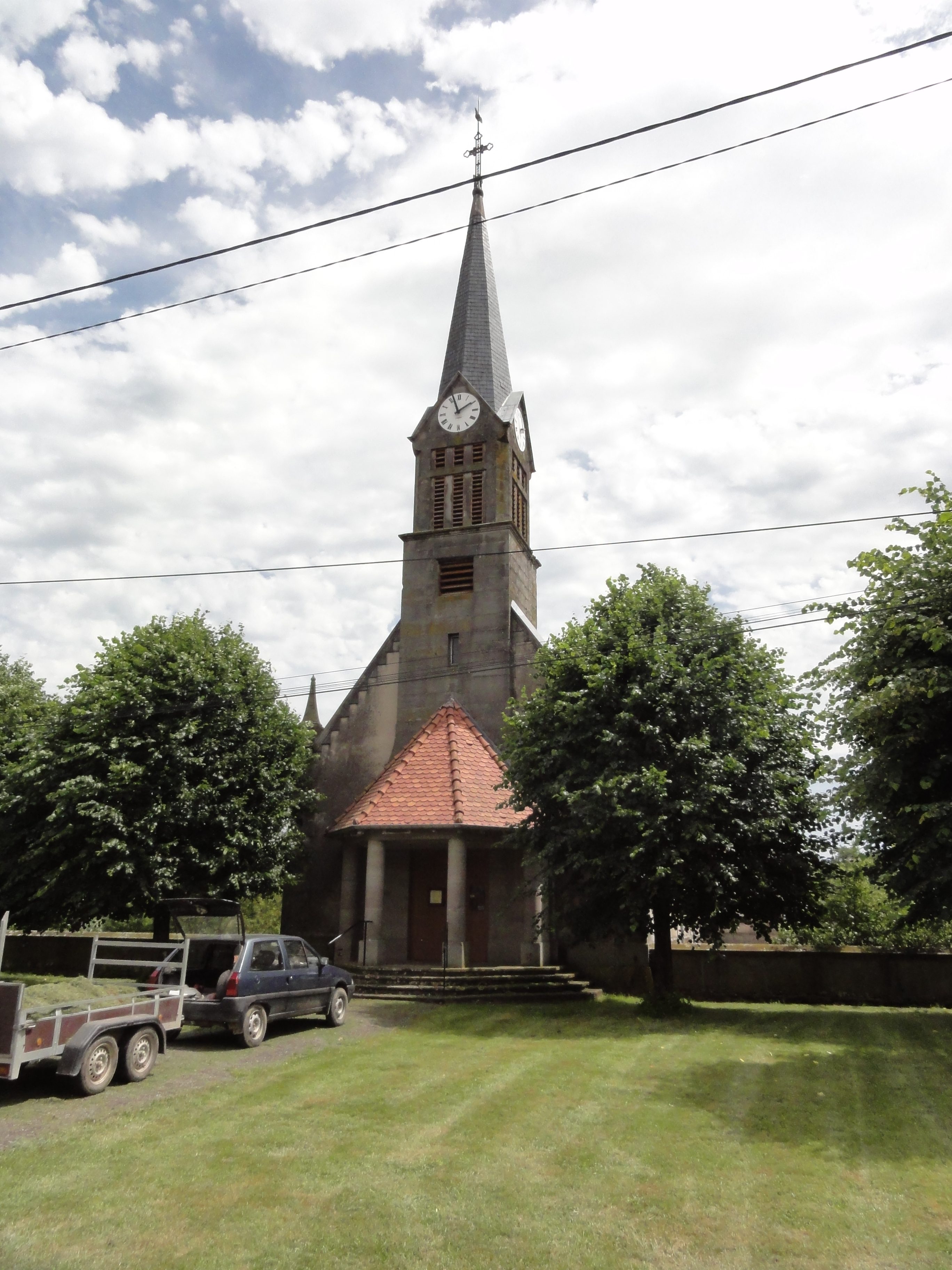
Église Saint-Georges, côté entrée.
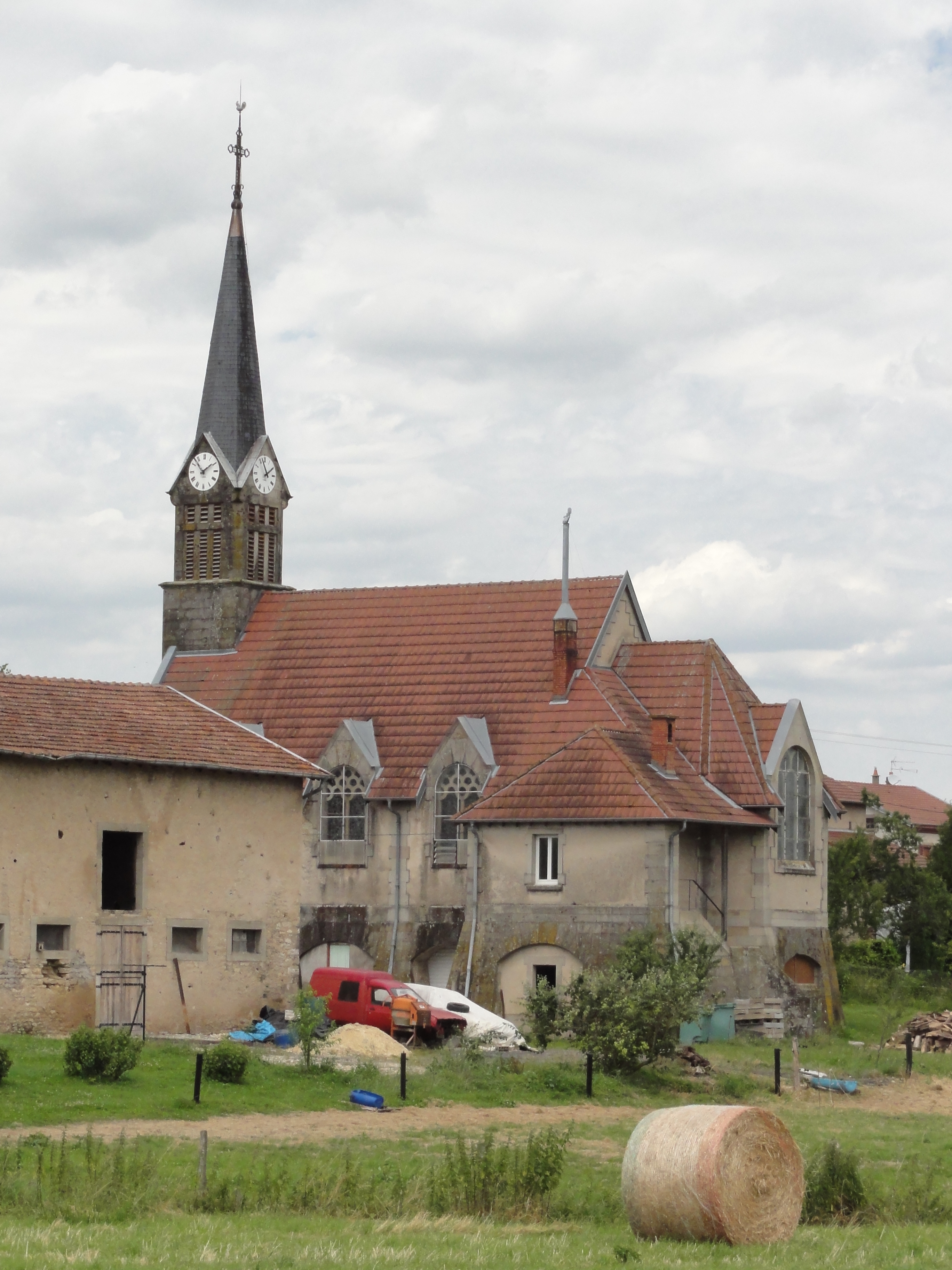
Église Saint-Georges, vue du sud-est
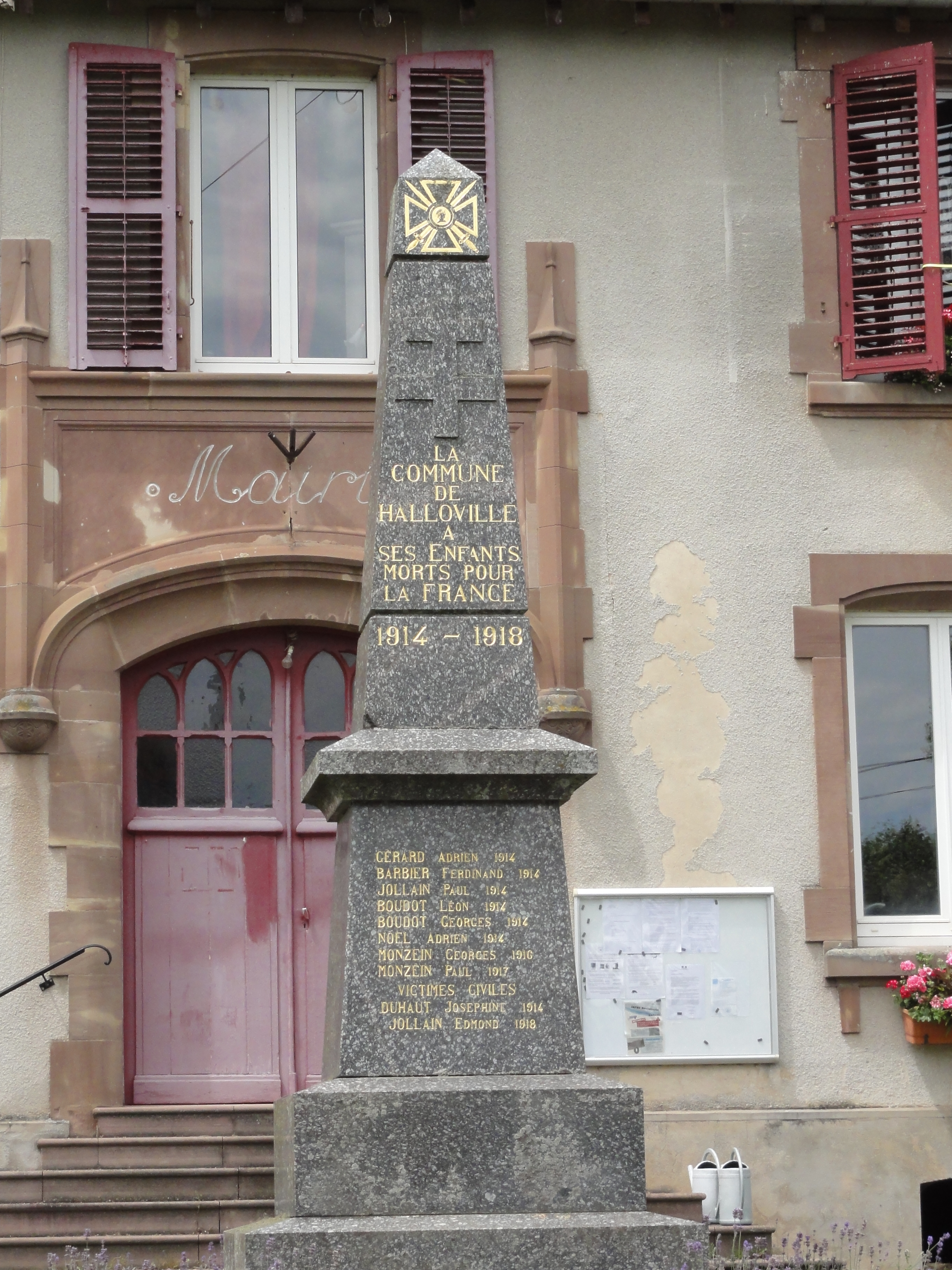
Monument aux morts.
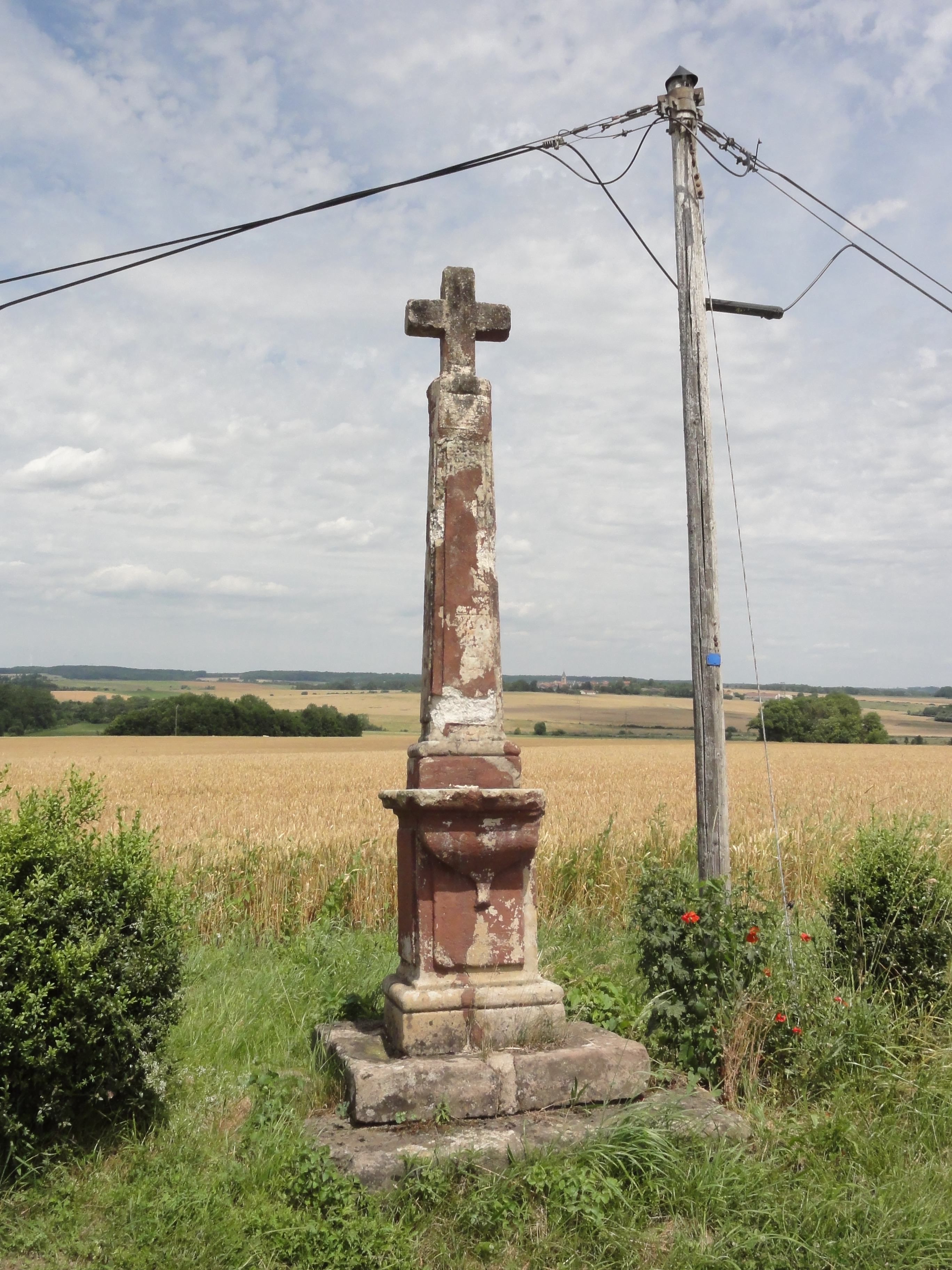
Croix de chemin sculptée.

### Patrimoine naturel
Halloville est située dans deux zones naturelles d'intérêt écologique, faunistique et floristique (ZNIEFF) : la ZNIEFF 410030178 Ruisseau Vacon et affluents des sources à la confluence avec la Vezouze et la ZNIEFF 410010389 Vosges Moyennes.
Il n'y a pas de site Natura 2000 dans la commune.

### Équipements culturels
La commune dispose d'une « maison de la jeunesse et de la culture ».

### Héraldique
| Blason de Halloville | Blason  | Blasonnement : écartelé aux 1 - 4 d'or à la bande de gueules chargée de trois alérions d'argent ; aux 2 - 3 de gueules au dextrochère de carnation, vêtu d'azur, mouvant d'un nuage d'argent, tenant un épée d'argent garnie d'or accostée de deux cailloux de même. Sur le tout un écu en losange d'azur à la fasce d'argent surmontée en chef de deux roses du même. |
| Blason de Halloville | Détails | Le statut officiel du blason reste à déterminer. |